# Alfred Tardif
Alfred Tardif, né le 30 avril 1837 à Chambon-sur-Voueize (Creuse) et mort le 27 octobre 1915 à Chambon-sur-Voueize, est un homme politique français.

## Biographie
Agriculteur, il est maire de Chambon-sur-Voueize de 1872 à 1880, sous-préfet de 1880 à 1891 puis député de la Creuse de 1893 à 1898.

## Distinctions
- Chevalier de la Légion d'honneur (6 juin 1891)[1]
- Officier de l'Instruction publique

## Sources
- « Alfred Tardif », dans le Dictionnaire des parlementaires français (1889-1940), sous la direction de Jean Jolly, PUF, 1960 [détail de l’édition]